# デイビッド・グーディス
デイビッド・グーディス（David Goodis 、1917年3月2日 - 1967年1月7日）は、アメリカ合衆国の推理作家。ハードボイルド小説を得意とする。

## 略歴
フィラデルフィア出身。父親はロシア系ユダヤ人の移民。地元の高校を卒業した後、インディアナ大学、テンプル大学でジャーナリズムを専攻し、1938年に卒業。
広告代理店で働きながら最初の小説「Retreat from Oblivion」の執筆を開始。1939年にそれがDuttonから出版された後、ニューヨークへ引越し、いくつかのペンネームを使い分けながら多数のパルプ・マガジン（「バトル・エイシーズ(Battle Birds)」誌、「デアデヴィル・エイシーズ(Daredevil Aces)」誌、「ダイム・ミステリー(Dime Mystery)」誌、「ホラー・ストーリーズ(Horror Stories)」誌、「テラー・テールズ(Terror Tales)」誌、「ウェスタン・テールズ(Western Tales)」誌など）に一日一万語以上を書きまくった。彼はパルプ・マガジンのために5年半で500万語を紡ぎ出し、『ホップ・ハリガン(Hop Harrigan)』『ハウス・オブ・ミステリー(House of Mystery)』『スーパーマン』のラジオシリーズの脚本を執筆したとされる。
1940年代初期に書いていた小説は出版社から買取を拒否されていたが、1942年にはハリウッドでユニヴァーサル映画のシナリオライターの1人となった。
1946年、『サタデー・イブニング・ポスト』に連載された小説「Dark Passage」がジュリアン・メスナー(Julian Messner)から出版され、ハンフリー・ボガートとローレン・バコール主演で映画化され（邦題は『潜行者』）大ブレイクした。
ハリウッドでグーディスは、ワーナー・ブラザースと6年契約を結び、『The Unfaithful』（サマセット・モームの『The Letter』のリメイク）のスクリプトを書いている。しかし彼の書いたスクリプトのうち、『Of Missing Persons』やレイモンド・チャンドラーの『湖の女(The Lady in the Lake)』はボツになった。
1950年、グーディスはフィラデルフィアに戻り、夜な夜な自分が小説で描いたフィラデルフィアの下層社会、ナイトクラブや安酒場を徘徊するようになった。
1951年、『Cassidy's Girl』がミリオンヒットになり、ゴールドメダル社(Gold Medal）などのペーパーバック出版社に寄稿を続けた。
フランソワ・トリュフォーは1960年にグーディスの小説『Down There』（1956）を原作にした映画『ピアニストを撃て』を製作した。
1967年、肝硬変で死去。死後、作品は米国で絶版になったが、フランスでは人気作家の地位を保った。1987年、ブラック・リザード社(Black Lizard)が、グーディス作品の再版を開始した。

## 日本語訳作品
- 『華麗なる大泥棒』The Burgler 1953（角川文庫、1974）
  - 『華麗なる大泥棒』LA CASSE（1970、仏）として映画化
監督：アンリ・ヴェルヌイユ、出演：ジャン＝ポール・ベルモンド、ロベール・オッセン
- 『狼は天使の匂い』Black Friday 1954（早川書房、2003） 
  - 『狼は天使の匂い』（1972、仏）として映画化
監督：ルネ・クレマン  出演：ロバート・ライアン、ジャン＝ルイ・トランティニャン
- 『ピアニストを撃て』Down There 1956（早川書房、2004）
  - 『ピアニストを撃て』（1960、仏）として映画化
監督：フランソワ・トリュフォー  出演：シャルル・アズナヴール、マリー・デュボワ
- 『深夜特捜隊』Night Squad 1961（創元推理文庫、1967）

## その他の映画化作品
- 潜行者　原作同題・1946年刊行（映画化、DARK PASSAGE、1947、米）
  - 監督：デルマー・デイヴィス  出演：ハンフリー・ボガート、ローレン・バコール
- 溝の中の月 原作「The Moon in the Gutter」1953年刊行 （映画化、LA LUNE DANS LE CANIVEAU、1982、仏）
  - 監督：ジャン＝ジャック・ベネックス  出演：ジェラール・ドパルデュー、ナスターシャ・キンスキー
- ストリート・オブ・ノー・リターン 原作同題・1954年刊行（映画化、STREET OF NO RETURN、1989、仏）
  - 監督：サミュエル・フラー  出演：キース・キャラダイン、ヴァレンティナ・ヴァルガス